# Paulus Bor
Paulus Bor (ur. ok. 1601 w Amersfoort, zm. 10 sierpnia 1669 tamże) – holenderski malarz barokowy.

## Życiorys
Urodził się w bogatej, katolickiej rodzinie. W latach 1623–1626 przebywał w Rzymie, gdzie został jednym z założycieli stowarzyszenia Bentvueghels i przyjął przydomek Orlando. Po powrocie do Amersfoort został członkiem tamtejszej gildii św. Łukasza. W 1632 ożenił się z Aleijdą van Crachtwijck. Współpracował z Jacobem van Campenem m.in. dekorując pałac Huis Honselaarsdijk dla Fryderyka Henryka Orańskiego. W 1656 został regentem przytułku w Amersfoor. Zmarł w swoim rodzinnym mieście 10 sierpnia 1669.

## Twórczość
Paulus Bor malował początkowo pod wpływem caravaggionistów, później, zapewne pod wpływem Campena, stał się przedstawicielem szkoły klasycyzującej. Malował wytworne sceny rodzajowe, martwe natury, poruszał tematykę biblijną i mitologiczną. Jego prace wyróżniały się walorami dekoracyjnymi i dość nietypowymi, często dziwnymi kompozycjami. Artysta nie sygnował swoich obrazów, co sprawia, że atrybucja ich jest utrudniona.
W zbiorach Muzeum Narodowego w Poznaniu znajdują się obrazy Ariadna i Bacchus, które przypisywane są Borowi.

## Galeria

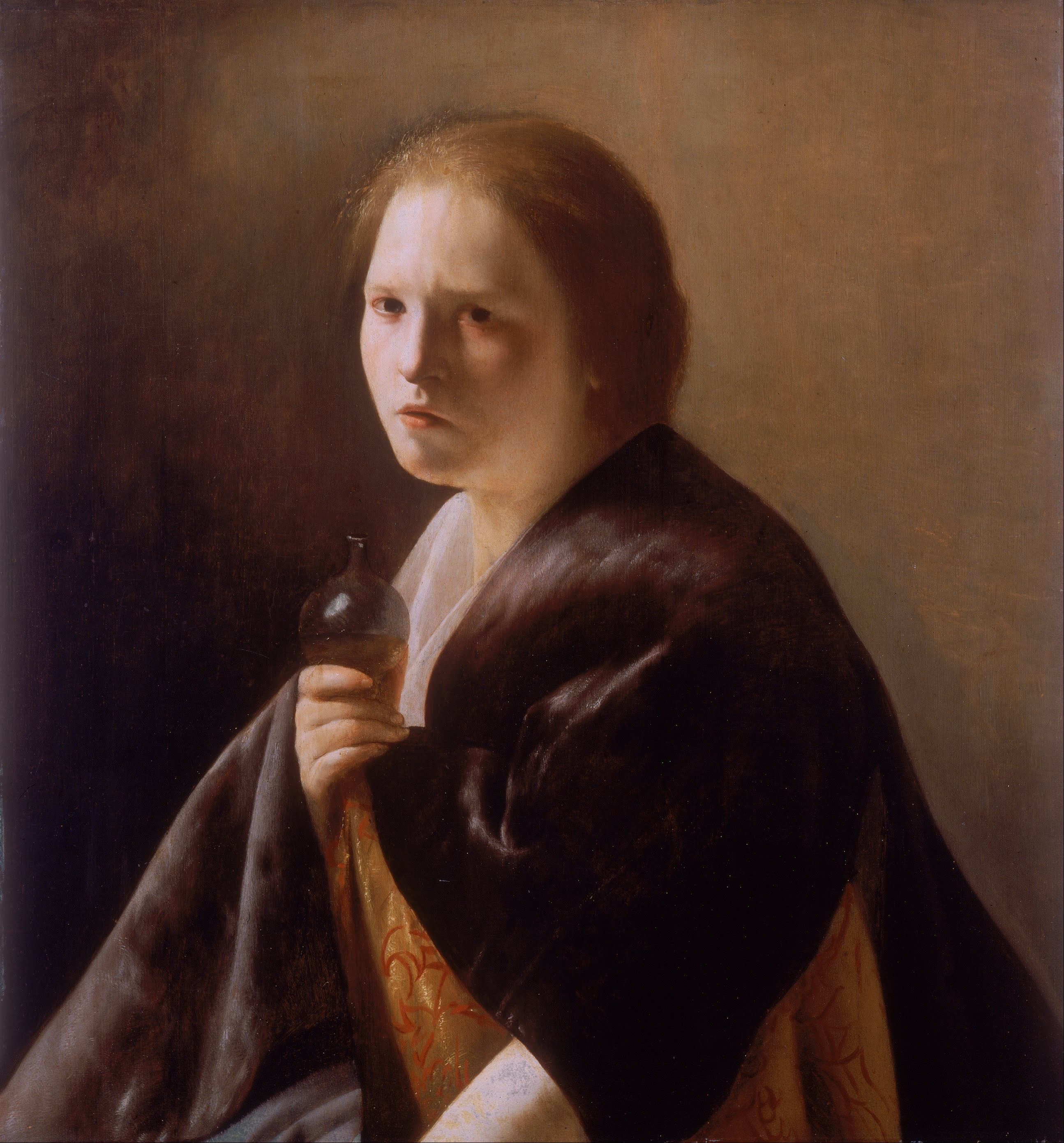
Magdalena (ok. 1635), Walker Art Gallery, Londyn
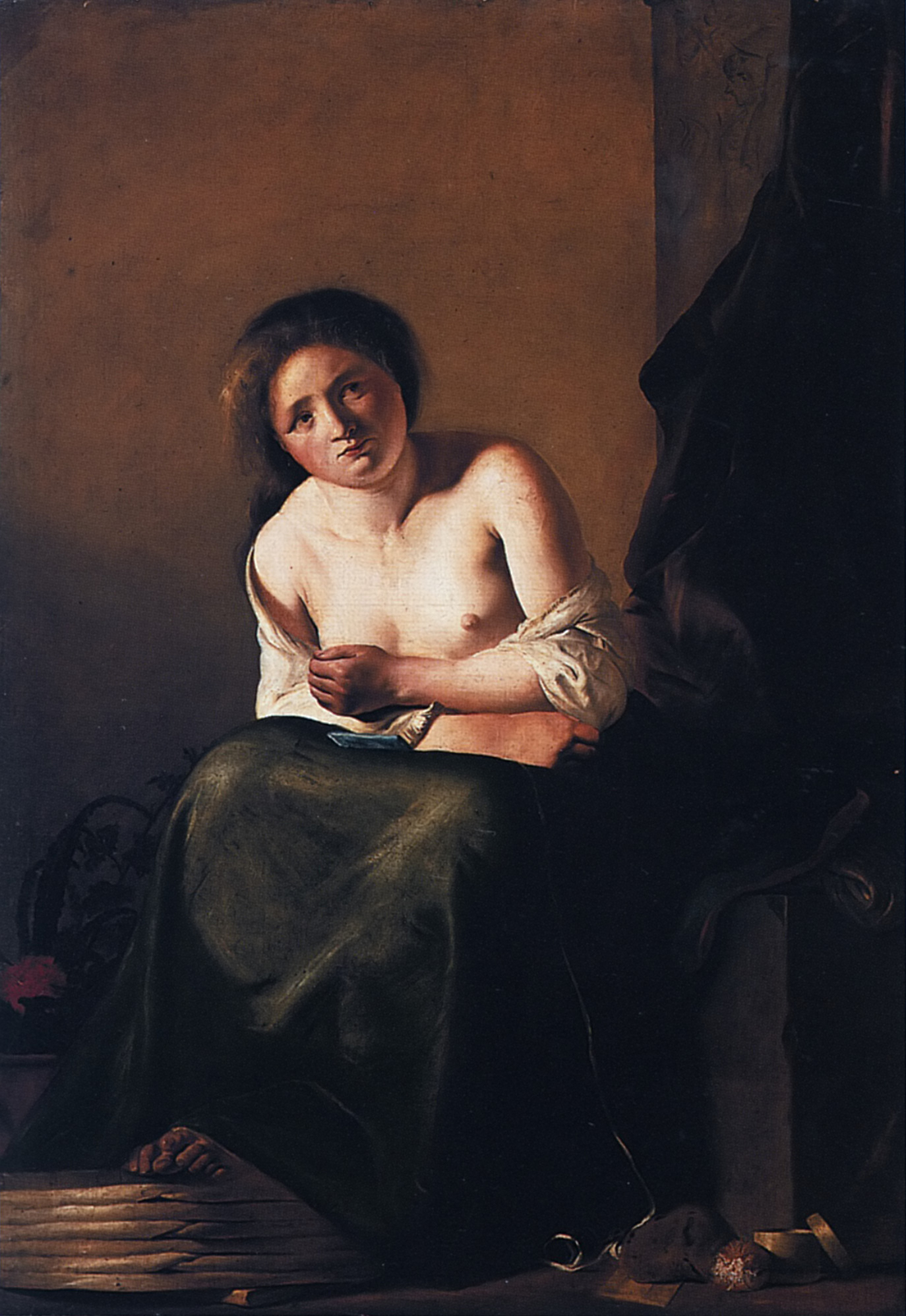
Ariadna (1630/1635), Muzeum Narodowe w Poznaniu
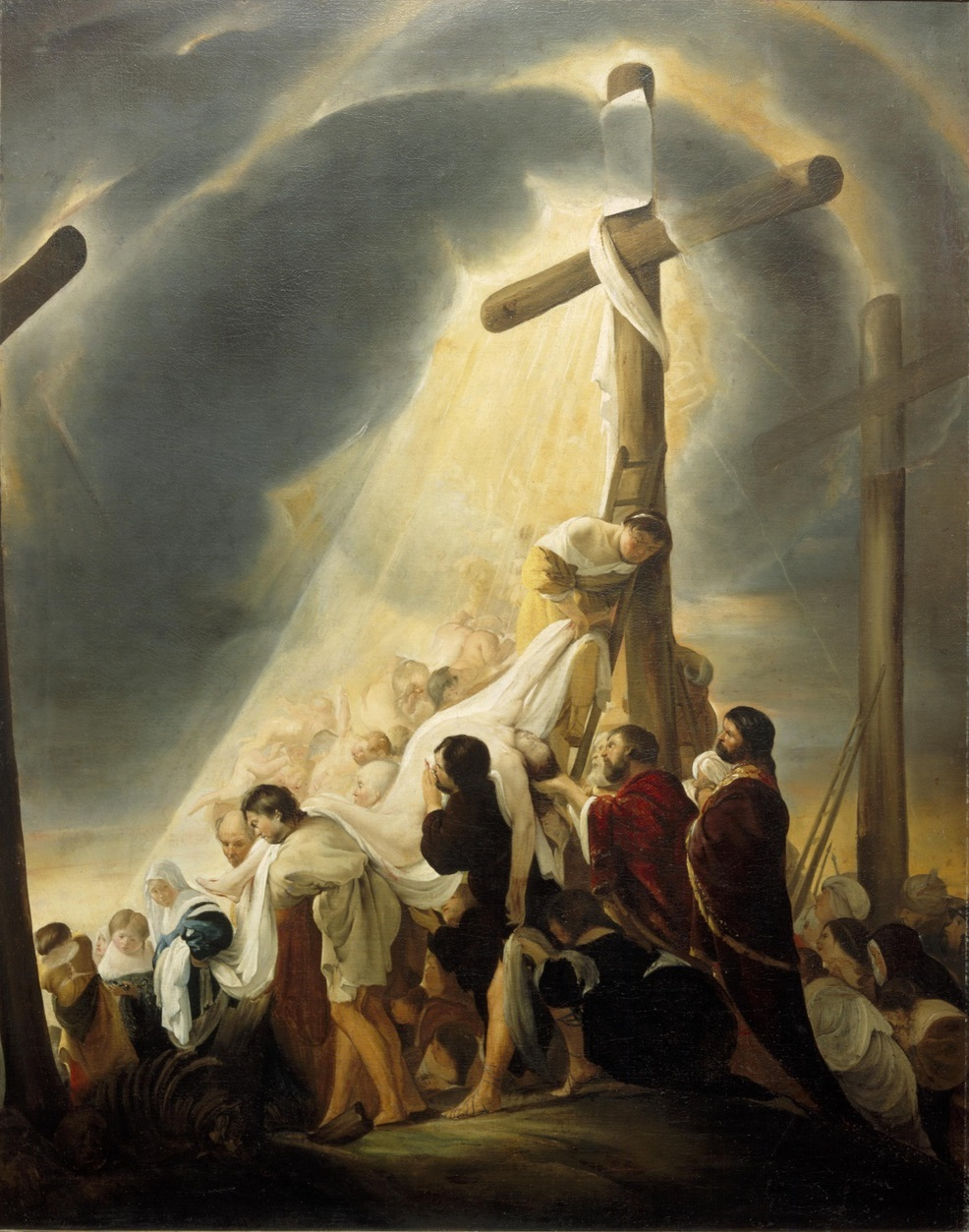
Zdjęcie z krzyża (ok. 1635), Centraal Museum. Utrecht